# Kopernikusz program
A Kopernikusz program (angolul Copernicus Programme) az Európai Unió űrprogramja keretében működő földmegfigyelési program, amelynek tevékenységét az Európai Bizottság koordinálja és irányítja a tagállamok közreműködésével. Az 1998-ban elindított  program szoros kooperációban áll az Európai Űrügynökséggel (ESA), az Európai Meteorológiai Szolgálattal (EUMETSAT), az Európai Tengerészeti Biztonsági Hivatallal (EMSA), az Európai Középtávú Időjárás-előrejelző Központtal (ECMWF), a Frontexszel és a SatCennel. A program műholdas távérzékelési és helyszíni gyűjtésű adatokon alapul.
Elsősorban a Kopernikusz program adatain alapul a magyarországi űrtávérzékelési adatokat kezelő központ, a Földmegfigyelési Információs Rendszer (FIR), amely feldolgozott  adatokat szolgáltat a nemzeti felhasználók számára.